# Anton Zoller
Anton Zoller (* 21. März 1695 in Telfs; † 16. April 1768 in Hall in Tirol) war ein österreichischer Barockmaler.

## Leben
Anton Zoller machte eine Lehre beim Hofmaler Franz Michael Hueber in Innsbruck und war bald an der Herstellung von Theaterdekorationen für den Hof beteiligt. 1721/22 wirkte er an einem Auftrag Huebers zur Ausschmückung des Bernhardisaals im Stift Stams mit, das Fresko mit der Brotsegnung des Hl. Bernhard trägt seine Signatur. Nach seiner Lehrzeit begab er sich auf Wanderschaft durch Österreich und Süddeutschland und studierte von 1726 bis 1728 an der kaiserlichen Akademie der bildenden Künste in Wien. Im Anschluss kam er auf Einladung der Jesuiten nach Kärnten. Dort fertigte er für deren Dramen Theaterdekorationen und im Auftrag der Freiherren von Stampfer Malereien im Schloss Trabuschgen in Obervellach an. Vermutlich im Jahr 1729 heiratete er die Tochter des Marktrichters von Obervellach, Maria Theresia Widmayr. 1730 wurde der erste Sohn, Josef Anton Zoller, in Klagenfurt geboren. Insgesamt hatte das Paar acht Kinder, von denen nur vier das Erwachsenenalter erreichten. Der jüngste Sohn, Franz Karl Zoller, wurde Kupferstecher und Dichter. Zoller hatte enge Beziehungen zu Josef Ferdinand Fromiller und arbeitete möglicherweise mit ihm zusammen.
Um 1740 erhielt Zoller den Auftrag, die Pfarrkirche in Telfs mit Fresken und einem Altarbild zu schmücken. Da er in Tirol als Kirchenmaler bessere Aussichten hatte, versuchte er seit 1744, in Hall das Bürgerrecht zu erhalten. Dieses wurde ihm 1753 gewährt, und er zog mit seiner Familie nach Hall. In der folgenden Zeit schuf er zahlreiche Altarbilder und Fresken für Kirchen in Tirol, häufig für von Franz de Paula Penz errichtete Bauten, wie in Telfes im Stubai, Schmirn oder Gschnitz. Viele Fresken entstanden in Zusammenarbeit mit seinem Sohn Josef Anton, der anfangs sein Schüler und Gehilfe war. Typisch für die Werke Zollers ist die Betonung der Details, eine Vorliebe für asymmetrische Architekturelemente und illusionistische Wolkengebilde.

## Werke (Auswahl)

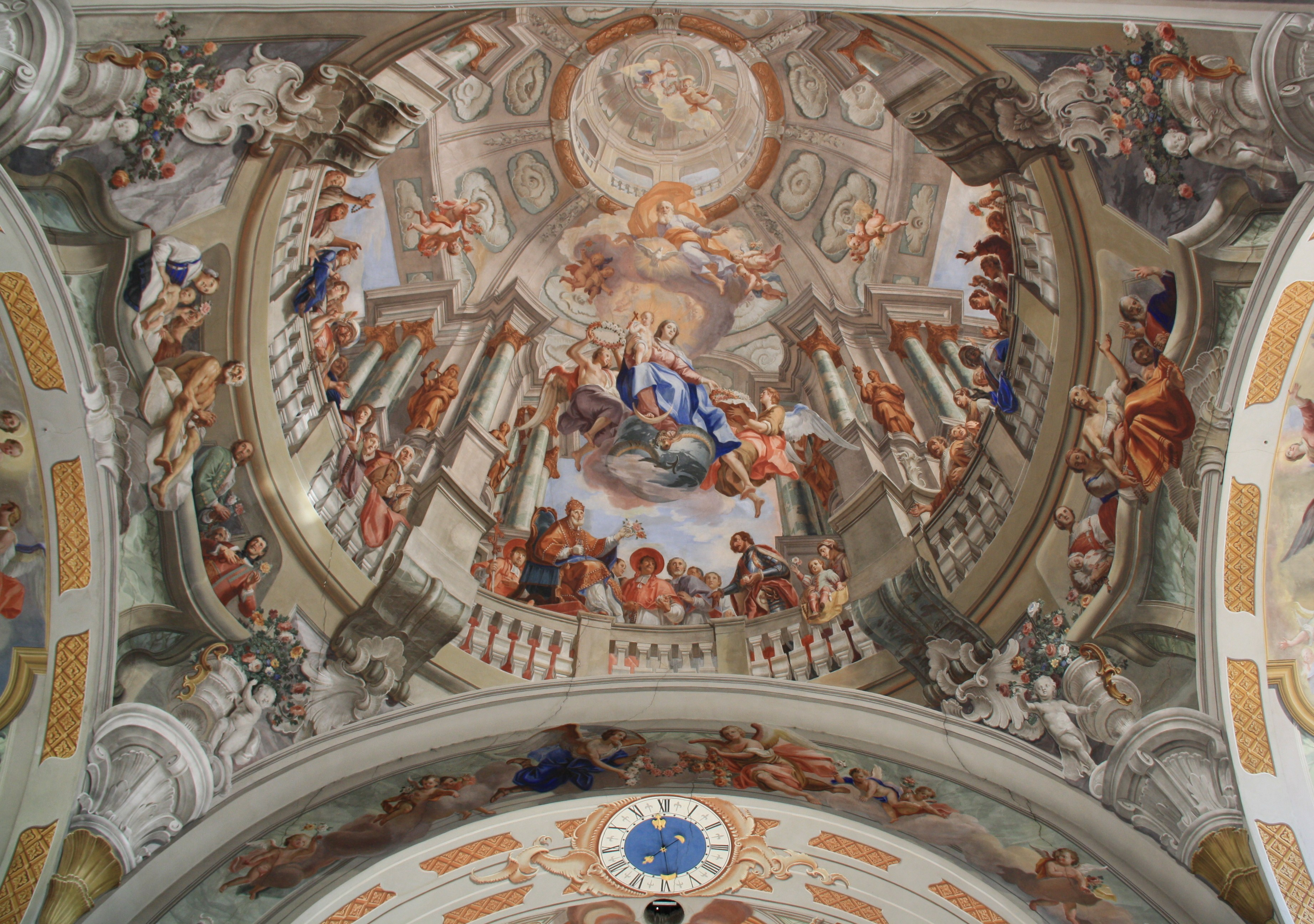
Kuppelfresko, Pfarrkirche Telfes (1757)

- Wandmalereien, Bernardisaal, Stift Stams, 1722
- Fassadenmalerei Bauernhof Lehn/Grunz, Telfes, 1747 (zugeschrieben)
- Deckenfresken, Pfarrkirche Telfes, 1757
- Deckenfresken, Pfarrkirche Schmirn, 1757 (mit Josef Anton Zoller)
- Deckenfresken, Pfarrkirche Gschnitz, 1759 (mit Josef Anton Zoller)
- Deckenfresken, Pfarrkirche Mutters, 1759 (mit Josef Anton Zoller)
- Deckenfresken, Pfarrkirche Obertilliach, 1764 (mit Josef Anton Zoller)
- Deckenfresken, Pfarrkirche Patsch, 1767

## Anmerkung
1. ↑  nach anderen Angaben: 4. Februar

| Personendaten    | Personendaten                |
| ---------------- | ---------------------------- |
| NAME             | Zoller, Anton                |
| KURZBESCHREIBUNG | österreichischer Barockmaler |
| GEBURTSDATUM     | 21. März 1695                |
| GEBURTSORT       | Telfs                        |
| STERBEDATUM      | 16. April 1768               |
| STERBEORT        | Hall in Tirol                |